# Samagowo
Samagowo (deutsch Sabangen) ist ein Dorf in der polnischen Woiwodschaft Ermland-Masuren. Es gehört zur Gmina Olsztynek (Stadt- und Landgemeinde Hohenstein i. Ostpr.) im Powiat Olsztyński (Kreis Allenstein).

## Geographische Lage
Samagowo am Amling (polnisch Jemiołówka) liegt im Südwesten der Woiwodschaft Ermland-Masuren, 21 Kilometer südöstlich der einstigen Kreisstadt Osterode in Ostpreußen (polnisch Ostróda) bzw. 19 Kilometer südwestlich der heutigen Kreismetropole Olsztyn (deutsch Allenstein).

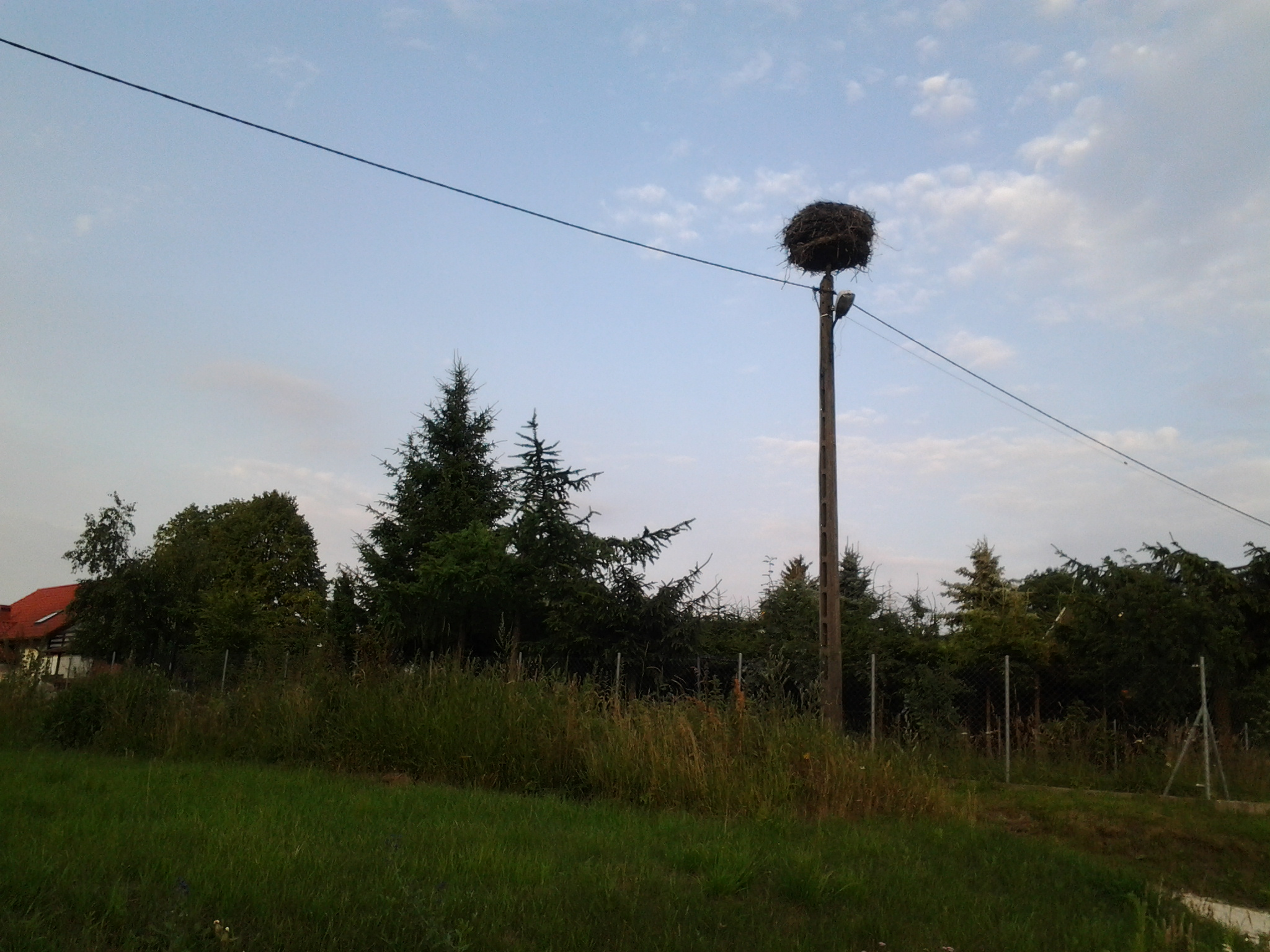
Storchennest in Samagowo

## Geschichte
Der vor 1410 Sambangen genannte Ort bestand aus mehreren kleinen Höfen und Gehöften. Von 1874 bis 1945 war die Landgemeinde Sabangen in den Amtsbezirk Manchengut (polnisch Mańki) im Kreis Osterode in Ostpreußen eingegliedert.
Im Jahre 1910 waren 67 Einwohner in Sabangen registriert. Ihre Zahl stieg bis 1933 auf 124 und belief sich 1939 auf 143.
Im Jahre 1945 kam Sabangen in Kriegsfolge mit dem gesamten südlichen Ostpreußen zu Polen. Das Dorf erhielt die polnische Namensform „Samagowo“ und ist heute als Sitz eines Schulzenamts (polnisch Sołectwo) eine Ortschaft innerhalb der Stadt- und Landgemeinde Olsztynek (Hogenstein i. Ostpr.) im Powiat Olsztyński (Kreis Allenstein), bis 1998 der Woiwodschaft Olsztyn, seither der Woiwodschaft Ermland-Masuren zugehörig. Am 26. Oktober 2020 zählte Samagowo 45 Einwohner.

## Kirche
Bis 1945 war Sabangen in die evangelische Kirche Manchengut (polnisch Mańki) in der Kirchenprovinz Ostpreußen der Kirche der Altpreußischen Union, außerdem in die römisch-katholische Kirche Hohenstein i. Ostpr. (polnisch Olsztynek) eingepfarrt.
Heute gehört Samagowo katholischerseits zur St.-Nikolaus-Kirche Mańki im Erzbistum Ermland, evangelischerseits zu Kirchengemeinde Olsztynek, einer Filialgemeinde der Christus-Erlöser-Kirche Olsztyn in der Diözese Masuren der Evangelisch-Augsburgischen Kirche in Polen.

## Verkehr
Samagowo liegt an einer Nebenstraße, die Olsztynek (Hohenstein i. Ostpr.) über Mańki (Manchengut) mit Podlejki (Podleiken) verbindet. Außerdem endet eine von Stare Jabłónki (Alt Jablonken, 1938 bis 1945 Altfinken) über Parwółki (Parwolken) kommende Nebenstraße in Samagowo.
Eine Anbindung an den Bahnverkehr besteht nicht.